# Theodor Thjøtta
Theodor Thjøtta, född 17 juni 1885 i Sandnes söder om Stavanger, död 13 juni 1955, var norsk läkare och mikrobiolog och som sådan en av de drivande i utveckling och etablering av klinisk mikrobiologi som vetenskaplig disciplin i Norge. Han var son till skomakarmästare Abraham Thjøtta och dennes hustru Rakel.

## Yrkeskarriär
Thjøtta anställdes 1915 som assistent vid det då relativt nyetablerade Dr.med. F.G. Gades Pathologiske Institut i Bergen där han 1917 avlade medicine doktorsgraden på avhandlingen ”Om dysenteri i Norge: epidemiologiske og bakteriologiske studier”. Han blev 1919 förste föreståndare för Hærens bakteriologiske laboratorium och utnämndes 1935 till Norges förste professor i medicinsk bakteriologi, serologi och hygien vid Det Kgl. Frederiks Universitet, numera Universitetet i Oslo. Genom sin bekantskap med skeppsredaren kapten W. Wilhelmsen fick Thjøtta en donation för att uppföra ett bakteriologiskt institut vid Rikshospitalet i Oslo, ”Kaptein Wilhelmsen og frues bakteriologiske Institutt”, vilket verkställdes.

## Verksamhet
I ungdomen avsåg Thjøtta att bli sjöofficer och var till sjöss under tre år på gamla träskutor. Under en resa nere vid Sydafrika ådrog han sig en så allvarlig handinfektion, att ett finger måste amputeras och därmed stängdes den militära yrkeskarriären. Han bestämde sig under vården på ett sydafrikanskt sjukhus att bli läkare och påbörjade efter återkomsten till Norge två år senare studier och avlade först atriiumexamen (studentexamen) 1907 under vilken tid han delvis försörjde sig som drivgarnsfiskare på Nordsjön. År 1912 avlade Thjøtta medicinsk ämbetsexamen och hade våren 1913 sin första kortvariga läkartjänst, varefter han åter gick till sjöss, nu som skeppsläkare på ett flytande valkokeri, som stationerades utanför Västafrika. Under en resa utanför Angola utbröt bacillär dysenteri i landet och även bland skeppets egna manskap, vilket tillsammans med Thjøttas tidigare egna handinfektion bidrog till intresse för infektionssjukdomar och deras epidemiologi.
Vid början av 1900-talet var bacillär dysenteri vanlig i Bergen och hans tidigare erfarenheter från valfångstperioden kom väl till pass vid tjänst vid Gades institutt. Hans fortsatta vetenskapliga arbete utvecklades med inriktning på allvarliga infektionssjukdomar såsom ”influensabacillen”, sedermera Haemophilus influenzae, som misstänktes orsaka influensa; harpest (tularemi, Francisella tularensis typ B) med det första dokumenterade fallet i Skandinavien från Skien i Telemark 1930; Weils sjukdom (leptospiros, fältfeber) och difteri, för att nämna några.
Hans totala vetenskapliga spännvidd var stor och omfattade så skilda områden som från skador vid sprängning av mekanismer på Remingtongevär till mycket kvalificerad mikrobiologi.

## Lärare
Thjøtta var en inspirerande lärare och handledare för både studenter och doktorander och moderniserade den mikrobiologiska undervisningen och forskningen i Norge. Han införde praktiska demonstrationer och laborationer och 1945 publicerade han en lärobok på norska i tre band, som täckte den dåtida kunskapen om mikrobiologin. Hans intresse för medicinsk historia tillsammans med ett ofta konkret, drastiskt och kanske sjömansinspirerat uttryckssätt, som exemplet nedan hämtat ur läroboken band II, sida 351, om bettinfektioner, medförde att boken blev både läst av studenterna och innehållet ihågkommet:
”Ulcero-gangrenøse lidelser i huden finnes også undertiden hos folk som er blitt bitt i fingrene eller på hendene av andre mennesker under slagsmål. Også under boksing uten hansker har det hendt at den ene har fått ulcero-gangrenøse infeksjoner i hendene efter å ha slått motstanderen i munnen og revet sig på hans tenner. Ganske særlig ofte skal disse betendelser innfinne sig efter bitt av negrer, og da spesielt negrer med pyrrhoe. Disse negrer har blå gummer, og det har lenge vært folketro at bitt av disse var giftig. At bitt av rovdyr også regnes for meget farlig er velkjent. Løvebitt er således regnet for å gi meget farlige betendelser, når da vedkommende slipper fra løvens gap med livet.”

## Utmärkelser
- Fridtjof Nansens belønning for fremragende forskning, 1950[6]
- Sankt Olavs Orden, kommendör, 1955[7]